# ONE Fight Night 18
ONE Fight Night 18: Gasanov vs. Oh fue un evento de deportes de combate producido por ONE Championship llevado a cabo el 13 de enero de 2024, en el Lumpinee Boxing Stadium en Bangkok, Tailandia.

## Historia
Una pelea por el Campeonato Mundial de Kickboxing de Peso Mosca de ONE entre el actual campeón Superlek Kiatmuu9 y Elias Mahmoudi estaba programada para encabezar el evento. Sin embargo, Mahmoudi se retiró de la pelea por una lesión de costilla. Superlek fue luego programado para enfrentar a Takeru Segawa el 28 de enero, en ONE 165. Como resultado, una pelea de peso pluma entre Shamil Gasanov y Oh Ho-taek fue promovida para ser el evento estelar.
Una pelea de Muay Thai de peso gallo entre el ex-Campeón Mundial de Peso Gallo de ONE John Lineker, quien estaba haciendo su debut en Muay Thai contra Liam Harrison estaba programada para llevarse a cabo en el evento. Sin embargo, Harrison sufrió una lesión de rodilla y la pelea fue cancelada.

## Bonificaciones
Los siguientes peleadores recibieron bonos de $50.000.
- Actuación de la Noche: Kwon Won-il y Rungrawee Sitsongpeenong